# Tunisie aux Jeux paralympiques d'été de 2008
La Tunisie a participé aux Jeux paralympiques d'été de 2008 à Pékin (Chine). 33 athlètes font partie de la délégation nationale et remportent, 21 médailles dont neuf en or. La Tunisie termine quinzième au classement des médailles.
La Tunisie n'est représentée que dans l'une des vingt disciplines de ces jeux : l'athlétisme.

## Médaillés tunisiens

### Médailles d'or
| Sport              | Discipline                        | Sportifs         | Performance   |
| Médailles d'or : 9 |                                   |                  |               |
| Athlétisme         | Saut en longueur (H) (F37/38)     | Farhat Chida     | 1 104 points  |
| Athlétisme         | 800 m (F) (T12/13)                | Somaya Bousaïd   | 2 min 03 s 21 |
| Athlétisme         | 1 500 m (F) (T13)                 | Somaya Bousaïd   |               |
| Athlétisme         | 400 m (H) (F38)                   | Farhat Chida     |               |
| Athlétisme         | 800 m (H) (T12)                   | Abderrahim Zhiou |               |
| Athlétisme         | Lancer du disque (H) (F32/51)     | Mourad Idoudi    |               |
| Athlétisme         | Lancer du poids (F) (F40)         | Raoua Tlili      |               |
| Athlétisme         | Lancer de massue (H) (F32/51)     | Mourad Idoudi    | 35,77 m       |
| Athlétisme         | Lancer du javelot (H) (F33/34/52) | Faouzi Rzig      |               |

### Médailles d'argent
| Sport                  | Discipline                        | Sportifs         | Performance |
| Médailles d'argent : 9 |                                   |                  |             |
| Athlétisme             | Lancer du poids (H) (F32)         | Mourad Idoudi    |             |
| Athlétisme             | 100 m (F) (T38)                   | Sonia Mansour    | 13,66 m     |
| Athlétisme             | 200 m (F) (T38)                   | Sonia Mansour    |             |
| Athlétisme             | 400 m (H) (F38)                   | Abbès Saïdi      |             |
| Athlétisme             | Lancer du disque (F) (F40)        | Raoua Tlili      |             |
| Athlétisme             | Lancer du javelot (F) (F54/56)    | Hania Aidi       |             |
| Athlétisme             | 5 000 m (H) (T46)                 | Mohamed Fouzai   |             |
| Athlétisme             | 10 000 m (H) (T12)                | Abderrahim Zhiou |             |
| Athlétisme             | Lancer du javelot (H) (F33/34/52) | Mohamed Krid     |             |

### Médailles de bronze
| Sport                   | Discipline                        | Sportifs                                                 | Performance |
| Médailles de bronze : 3 |                                   |                                                          |             |
| Athlétisme              | Lancer du disque (F) F32-34/51-53 | Yousra Ben Jemaâ                                         |             |
| Athlétisme              | Pentathlon (H) p. 12              | Mahmoud Khaldi                                           |             |
| Athlétisme              | Relais 4 × 100 m (H) T35-T38      | Farès Hamdi, Abbès Saïdi, Mohamed Charmi et Farhat Chida |             |

## Engagés tunisiens
| Nom                    | Épreuve | Résultat                                            |
| ---------------------- | --- | --------------------------------------------------- |
| Femmes                 | |                                                     |
| Amani Guizani          | Lancer du javelot F35-38 | 7e                                                  |
| Somaya Bousaïd         | 400 mètres T13 800 mètres T13/12 1 500 mètres T13                                                                                               | 4e 1e 1e                                            |
| Sonia Mansour          | 100 mètres T38 200 mètres T38 | 2e 2e                                               |
| Aïda Sidhom            | Lancer du javelot F35-38 | 4e                                                  |
| Raoua Tlili            | Lancer du disque dames - F40 Lancer du poids dames - F40                                                                                        | 2e 1e                                               |
| Hania Aidi             | Lancer du javelot F54-56 Lancer du poids F54-56                                                                                                 | 2e 4e                                               |
| Yousra Ben Jemaâ       | Lancer du poids F32-34/52/53 Lancer du disque F32-34/51-53 Lancer du javelot F33/34/52/53                                                       | 14e 3e 5e                                           |
| Fatma Kachroudi        | Lancer du disque F37/38 Lancer du poids F37/38                                                                                                  | 9e 15e                                              |
| Mariem Soudani         | Lancer du disque F57/58 | 6e                                                  |
| Najet Ghribi           | Lancer du javelot F35-38 | 12e                                                 |
| Aroua Bidani           | Lancer du poids F32-34/52/53 Lancer du disque F32-34/51-53                                                                                      | 16e 19e                                             |
| Messaouda Sifi         | 100 mètres T54 200 mètres T54 Marathon T54 | 7e en tour préliminaire 5e en tour préliminaire 10e |
| Hommes                 | |                                                     |
| Samir Chaabani         | Marathon T46 5 000 mètres T46 |                                                     |
| Mohamed Charmi         | 200 mètres T37 800 mètres T37 Relais 4 × 100 mètres T35-38                                                                                      |                                                     |
| Farhat Chida           | Saut en longueur hommes - F37/38 Relais 4 × 100 mètres hommes - T35-T38 100 mètres hommes - T38 400 mètres hommes - T38 200 mètres hommes - T38 |                                                     |
| Mahmoud Khaldi         | 400 mètres Heptathlon |                                                     |
| Abbès Saïdi            | 200 mètres 400 mètres Relais 4 × 100 mètres |                                                     |
| Ali Ganfoudi           | 100 mètres 200 mètres |                                                     |
| Mohamed Belhaj Ali     | 100 mètres |                                                     |
| Abderrahim Zhiou       | 800 mètres 10 000 mètres marathon Heptathlon |                                                     |
| Fethi Zouinkhi         | marathon 5 000 mètres |                                                     |
| Mohamed Fouzai         | 800 mètres 1 500 mètres 5 000 mètres marathon                                                                                                   |                                                     |
| Ahmed Aouadi           | 100 mètres 200 mètres 400 mètres |                                                     |
| Faycel Othmani         | 800 mètres Relais 4 × 100 mètres |                                                     |
| Fethi Saïdi            | 200 mètres 400 mètres |                                                     |
| Omar Zidi              | marathon 400 mètres |                                                     |
| Mourad Idoudi          | Lancer du poids Lancer du disque |                                                     |
| Mohamed Krid           | Lancer du poids Lancer du disque Lancer du javelot                                                                                              |                                                     |
| Farès Hamdi            | Saut en longueur Relais 4 × 100 mètres |                                                     |
| Faouzi Rzig            | Lancer du disque |                                                     |
| Hamdi Ouerfelli        | Lancer du poids Lancer du disque |                                                     |
| Mohamed Amara          | Lancer du poids - F40 | 11e avec 9,23 m                                     |
| Abdel Jabbar Dhifallah | Lancer du javelot |                                                     |

## Référence
1. ↑  (en) Liste des participants tunisiens (International Paralympic Committee).
2. ↑  (en) Liste des médaillés tunisiens (Site officiel des Jeux paralympiques).
3. ↑  (fr) Principaux résultats de la troisième journée des Jeux paralympiques (Comité international olympique).
4. ↑  (en) Fiche de Amani Guizani (Site officiel des Jeux paralympiques).
5. ↑  (en) Fiche de Somaya Bousaïd (Site officiel des Jeux paralympiques).
6. ↑  (en) Fiche de Sonia Mansour (Site officiel des Jeux paralympiques).
7. ↑  (en) Fiche de Aïda Sidhom (Site officiel des Jeux paralympiques).
8. ↑  (en) Fiche de Raoua Tlili (Site officiel des Jeux paralympiques).
9. ↑  (en) Fiche de Hania Aidi (Site officiel des Jeux paralympiques).
10. ↑  (en) Fiche de Yousra Ben Jemaâ (Site officiel des Jeux paralympiques).
11. ↑  (en) Fiche de Fatma Kachroudi (Site officiel des Jeux paralympiques).
12. ↑  (en) Fiche de Mariem Soudani (Site officiel des Jeux paralympiques).
13. ↑  (en) Fiche de Najet Ghribi (Site officiel des Jeux paralympiques).
14. ↑  (en) Fiche de Aroua Bidani (Site officiel des Jeux paralympiques).
15. ↑  (en) Fiche de Messaouda Sifi (Site officiel des Jeux paralympiques).
16. ↑  (en) Fiche de Samir Chaabani (Site officiel des Jeux paralympiques).
17. ↑  (en) Fiche de Mohamed Charmi (Site officiel des Jeux paralympiques).
18. ↑  (en) Fiche de Farhat Chida (Site officiel des Jeux paralympiques).
19. ↑  (en) Fiche de Mahmoud Khaldi (Site officiel des Jeux paralympiques).
20. ↑  (en) Fiche de Abbès Saïdi (Site officiel des Jeux paralympiques).
21. ↑  (en) Fiche de Ali Ganfoudi (Site officiel des Jeux paralympiques).
22. ↑  (en) Fiche de Mohamed Belhaj Ali (Site officiel des Jeux paralympiques).
23. ↑  (en) Fiche de Abderrahim Zhiou (Site officiel des Jeux paralympiques).
24. ↑  (en) Fiche de Fethi Zouinkhi (Site officiel des Jeux paralympiques).
25. ↑  (en) Fiche de Mohamed Fouzai (Site officiel des Jeux paralympiques).
26. ↑  (en) Fiche de Ahmed Aouadi (Site officiel des Jeux paralympiques).
27. ↑  (en) Fiche de Faycel Othmani (Site officiel des Jeux paralympiques).
28. ↑  (en) Fiche de Fethi Saïdi (Site officiel des Jeux paralympiques).
29. ↑  (en) Fiche de Omar Zidi (Site officiel des Jeux paralympiques).
30. ↑  (en) Fiche de Mourad Idoudi (Site officiel des Jeux paralympiques).
31. ↑  (en) Fiche de Mohamed Krid (Site officiel des Jeux paralympiques).
32. ↑  (en) Fiche de Farès Hamdi (Site officiel des Jeux paralympiques).
33. ↑  (en) Fiche de Faouzi Rzig (Site officiel des Jeux paralympiques).
34. ↑  (en) Fiche de Hamdi Ouerfelli (Site officiel des Jeux paralympiques).
35. ↑  (en) Fiche de Mohamed Amara (Site officiel des Jeux paralympiques).
36. ↑  (en) Fiche de Abdel Jabbar Dhifallah (Site officiel des Jeux paralympiques).